# الولايات المتحدة في كأس العالم
شارك منتخب الولايات المتحدة الوطني لكرة القدم للرجال (بالإنجليزية: USMNT)‏ في إحدى عشرة نسخة من كأس العالم لكرة القدم، وهي مسابقة دولية لكرة القدم يتنافس فيها المنتخبات الوطنية للرجال التي تمثل أعضاء الاتحاد الدولي لكرة القدم. تقام البطولة كل أربع سنوات من قبل أفضل الفرق المؤهلة من الاتحادات القارية تحت قيادة الفيفا. وتعد الولايات المتحدة عضوا في اتحاد أمريكا الشمالية والوسطى والكاريبي لكرة القدم المعروف بكونكاكاف الذي يدير الرياضة في أمريكا الشمالية وأمريكا الوسطى ومنطقة البحر الكاريبي، ولديها ثاني أكبر مشاركة في كأس العالم من الاتحاد بعد المكسيك.
شاركت الولايات المتحدة في النسخة الافتتاحية لكأس العالم عام 1930 وخرجت من الدور نصف النهائي، والتي حلت لاحقًا في المركز الثالث، وهي أفضل نتيجة لها حتى الآن. تضمنت البطولة أيضًا أول هاتريك يتم تسجيلها في كأس العالم، حيث مُنحت للمهاجم الأمريكي بيرت باتينود عقب اعتراف الفيفا عام 2006. بعد نهائيات كأس العالم 1950 والتي هزمت فيها الولايات المتحدة إنجلترا 1-0، غابت الولايات المتحدة عن البطولة حتى عام 1990. شاركت الولايات المتحدة في كل نهائيات كأس العالم من عام 1990 حتى عام 2014، لكنها لم تتأهل عام 2018، وهي المرة الأولى التي غاب فيها الفريق عن نهائيات كأس العالم منذ عام 1986. وقد عادوا إلى كأس العالم بالتأهل لنسخة 2022.
منذ 1998 إلى 2022 يشارك في نسخة كأس العالم 32 فريقًا يتنافسون على اللقب في ملاعب داخل الدولة المضيفة (أو الدول) على مدى فترة شهر تقريبًا. ويعد نهائي كأس العالم الحدث الرياضي الأكثر مشاهدة في العالم، حيث يشاهد حوالي 715 مليون شخص المباراة النهائية لبطولة عام 2006.

## وصلات خارجية
- الموقع الرسمي لكأس العالم فيفا